# Mendip
Mendip è un distretto del Somerset, Inghilterra, Regno Unito, con sede a Shepton Mallet.
Il distretto fu creato con il Local Government Act 1972, il 1º aprile 1974 dalla fusione dei municipal borough di Glastonbury e Wells col Distretto urbano di Frome, il Distretto urbano di Shepton Mallet, il Distretto urbano di Street, il Distretto rurale di Frome, il Distretto rurale di Shepton Mallet, il Distretto rurale di Wells e parte dei distretti rurali di Axbridge e Clutton.

## Parrocchie civili
- Ashwick
- Baltonsborough
- Batcombe
- Beckington
- Berkley
- Binegar
- Buckland Dinham
- Butleigh
- Chewton Mendip
- Chilcompton
- Coleford
- Cranmore
- Croscombe
- Ditcheat
- Doulting
- Downhead
- East Pennard
- Emborough
- Evercreech
- Frome
- Glastonbury
- Godney
- Great Elm
- Hemington
- Holcombe
- Kilmersdon
- Lamyat
- Leigh-on-Mendip
- Litton
- Lullington
- Lydford-on-Fosse
- Meare
- Mells
- Milton Clevedon
- North Wootton
- Norton St Philip
- Nunney
- Pilton
- Priddy
- Pylle
- Rode
- Rodney Stoke
- St Cuthbert Out
- Selwood
- Sharpham
- Shepton Mallet
- Stoke St Michael
- Ston Easton
- Stratton on the Fosse
- Street
- Tellisford
- Trudoxhill
- Upton Noble
- Walton
- Wanstrow
- Wells
- West Bradley
- Westbury
- West Pennard
- Whatley
- Witham Friary
- Wookey